# Baltazar (labdarúgó)
Oswaldo da Silva (Santos, 1926. január 14. – São Paulo, 1997. március 25.), ismertebb nevén Baltazar, brazil labdarúgócsatár.